# جون بي. ييتس
جون بي. ييتس (بالإنجليزية: John B. Yates)‏ هو قاضي ومحامي وسياسي أمريكي، ولد في 1 فبراير 1784 في سكنيكتادي في الولايات المتحدة، وتوفي في 10 يوليو 1836. انتخب عضو جمعية ولاية نيويورك وانتخب عضو مجلس النواب الأمريكي.